# Phyllomys kerri
Espèce
Statut de conservation UICN

 DD  : Données insuffisantes
Phyllomys kerri est une espèce de rongeurs de la famille des Echimyidae. Ce petit mammifère est un rat épineux arboricole. endémique du Brésil, on ne le rencontre que dans des forêts situées sur la côte nord de l'état de São Paulo. Comme l'espèce n'est connue qu'à travers trois spécimens des années 1940, les données sont insuffisantes pour déterminer avec exactitude son statut de conservation .
Cette espèce a été décrite pour la première fois en 1950 par le zoologiste brésilien João Moojen de Oliveira (1904-1985). Elle a été nommée ainsi en hommage au physicien John Austin Kerr qui travailla notamment au Brésil dans les années 1930 à lutter contre la malaria et la fièvre jaune  . 